# Атмосферен прах
За други значения вижте Прах (пояснение).
Атмосферният прах е общо означение за фини твърди частици, които се носят във въздуха и продължително време могат да стоят в равновесие в него без да падат. Той може да упражни силно влияние върху атмосферата и живота на Земята.
Навлиза в атмосферата по естествен път в резултат на прашни бури, вулканични изригвания, преминаване на метеорити и човешка дейност. Неговото естествено присъствие може да причини замъгляване.
Атмосферният прах се разделя на видове, в зависимост от големината на частиците и произхода си. Частиците прах могат да се състоят от органични материали (цветен прашец, бактерии, спори) и неорганични материали (пясък, минерални влакна и др.)
Включва нарастващо количество замърсители, като съединения на въглерода и сярата, които са изхвърляни през последните стотина години в резултат на човешката дейност в градските и промишлените райони.
Въздействието на твърдите частици атмосферен прах (част от които описани по-горе) варира от симптомите, свързани със сенна хрема, респираторни заболявания като бронхит и други заболявания .
Реалното въздействие върху климата е слабо отчетено. От една страна, прашните частици еднакво поглъщат и разсейват слънчевата светлина, като по този начин намаляват количеството радиация, достигащо до земната повърхност; от друга страна обаче, те поглъщат и връщат обратно енергията, излъчвана от Земята, усилвайки парниковия ефект.
Образуването на облаци и валежи, също се влияе от наличието на частици от прах, действащи като кондензационни ядра, т.е. в зависимост от тяхното наличие могат да се образуват повече или по-малко облаци.